# Мушка боквица
Мушка боквица или усколисна боквица (Plantago lanceolata) је зељаста лековита врста из породице боквица (Plantaginaceae).

## Опис
Усколисна боквица је вишегодишња зељаста врста, усправних, ребрастих стабљика са цветовима, висока до 50 цм. Цветна стабљика је дужа од листова и има 5 дубоких бразда. Листови су груписани у приземну розету, елиптично ланцетасти, целог обода, зашиљени на врху, паралелне нерватуре. Цветови су ситни, беличасто-смеђи, неугледни, сакупљени у густ главичаст или цилиндричан клас на врху стабљике. Плод је јајаста, ситна чаура. Цвета од јуна до октобра.

## Употреба
Листови боквице садрже хетерозиде, кумарине, флавоноиде и танине. Користи се највише у облику екстракта за израду препарата за искашљавање и против упалних процеса грла и ждрела, споља за зарастање рана и код различитих инфламација и повреда коже.

## Слике
- бокор
- бокор
- листови
- цваст
- Мушка боквица, Музеј Републике Српске